# Champion Jack Dupree
Champion Jack Dupree — студійний альбом американського блюзового музиканта Чемпіона Джека Дюпрі, випущений у 1965 році лейблом Storyville.

## Опис
Цей альбом 1965 року, який вийшов на лейблі Storyville, Чемпіон Джек Дюпрі записав під час різних сесій 13 грудня 1960; 4 жовтня 1961; 15 і 18 червня 1962 в Копенгагені, Данія. Дюпрі грає на фортепіано та співає з гітаристом Крісом Ланге та басистом Могенсом Сейделіном. Альбом складається з 10 пісень, які в основному були написані Дюпрі.

## Список композицій
1. «Everyday I Have the Blues» (Чемпіон Джек Дюпрі) — 4:15
2. «Three O'Clock in the Morning» (Чемпіон Джек Дюпрі) — 4:03
3. «Oh Lawdy» (Чемпіон Джек Дюпрі) — 4:33
4. «Whiskey Head Woman» (Чемпіон Джек Дюпрі) — 2:27
5. «Young Girl Blues» (Чемпіон Джек Дюпрі) — 3:52
6. «Fine and Mellow» (Біллі Холідей) — 4:09
7. «Holiday Blues» (Чемпіон Джек Дюпрі) — 4:10
8. «People Talk» (Чемпіон Джек Дюпрі) — 4:47
9. «Shirley May» (Чемпіон Джек Дюпрі) — 3:04
10. «Federal Man Blues» (Чемпіон Джек Дюпрі) — 4:22

## Учасники запису
- Чемпіон Джек Дюпрі — фортепіано, вокал
- Кріс Ланге — гітара (2)
- Могенс Сейделін — бас (1, 3, 6, 7)

Технічний персонал
- Майк Ледбіттер — текст